# Florida State Road 29
Die Florida State Road 29 ist eine State Route im US-Bundesstaat Florida, die auf einer Länge von 122 Kilometern von Carnestown bei Everglades City im Collier County bis ins Glades County bei LaBelle führt. Die Straße wird vom Florida Department of Transportation (FDOT) betrieben.

## Streckenverlauf
Die Verbindung von Everglades City nach Carnestown ist noch als County Road 29 ausgewiesen. Erst an der Kreuzung mit dem U.S. Highway 41 in Carnestown beginnt offiziell die State Road. Sie führt durch das sehr dünn besiedelte Gebiet der Everglades und quert zuerst die Interstate 75. Nördlich von Immokalee zweigt die State Road 82 nach Westen ab. In LaBelle werden kurz nacheinander die State Road 80, der Caloosahatchee River und die State Road 78 gequert. Rund 20 km weiter nordöstlich mündet die Straße in den U.S. Highway 27 und endet.